# Bohumil Němec
Bohumil Němec (12. března 1873 Prasek u Nového Bydžova – 7. dubna 1966 Havlíčkův Brod) byl český botanik, mykolog, pedagog, rektor University Karlovy, svobodný zednář a meziválečný československý politik, který v roce 1935 byl zvažován jako kandidát na prezidenta Československa.

## Život
Narodil se roku 1873 v selské rodině na východě Čech, v roce 1891 maturoval na gymnasiu v Novém Bydžově. Poté studoval přírodní vědy na filosofické fakultě Karlo-Ferdinandovy university v Praze. Zpočátku se věnoval zoologii, ale později se jeho zájem soustředil na botaniku. Zkušenosti získané při studiu zoologie uplatnil v experimentálních metodách, které vnesl do botaniky. V roce 1893 byl perzekvován v procesu s Omladinou. Roku 1895, před ukončením studií, dostal místo asistenta v Botanickém ústavu české univerzity a byl zvolen čestným členem Královské české společnosti nauk. V roce 1898 pobýval na univerzitě v Jeně a navštívil botanické ústavy v různých zemích Evropy. Po vystudování university se podílel na založení Ústavu anatomie a fysiologie rostlin a přednášel o všeobecné botanice. Roku 1907 se stal profesorem a o rok později členem České akademie věd a umění. V letech 1919–1920 byl děkanem Filosofické fakulty University Karlovy, zasloužil se o vznik samostatné přírodovědecké fakulty. V letech 1921–1922 byl dokonce rektorem celé university. Pedagogické práci se věnoval celý život, rád předával své zkušeností mladým. Vychoval několik generací botaniků.

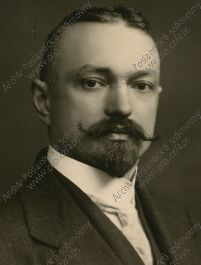
Bohumil Němec v mladém věku

Byl popularizátorem vědy – v roce 1923 se zasloužil o vydávání populárně vědeckého časopisu Vesmír. Vedení časopisu v roce 1945 předal Otakarovi Matouškovi. V období 1923–1927 byl vydavatelem vědeckého časopisu Studies from the Plant Physiological Laboratory of Charles University a v roce 1959 založil časopis Biologia plantarum. Mimo jiné mezi lety 1930–1943 pracoval i jako šéfredaktor Ottova slovníku naučného nové doby a v období 1956–1959 byl ředitelem Encyklopedické kanceláře ČSAV. V rozmezí 175 let své působnosti Linnéova společnost v Londýně zvolila do svých řad jen dva Čechy – Jana Evangelistu Purkyně a Bohumila Němce. Profesor Němec odešel na penzi v roce 1939 ve svých 66 letech. Při této příležitosti mu byl Přírodovědeckou fakultou UK udělen čestný doktorát přírodních věd (RNDr. h.c.).
Bohumil Němec se angažoval v politice, jakožto přítel Aloise Rašína byl členem národně demokratické strany. V letech 1918–1920 byl poslancem Revolučního národního shromáždění Republiky československé za Českou státoprávní demokracii, respektive Československou národní demokracii, která z ní vznikla. Po parlamentních volbách v roce 1920 získal za národní demokraty senátorské křeslo v Národním shromáždění. Mandátu však nabyl až dodatečně roku 1922 jako náhradník po Josefu Žďárském. Mandát obhájil v parlamentních volbách v roce 1925. V senátu zasedal do roku 1929. Roku 1935 stanul za republikánskou stranu jako protikandidát Edvarda Beneše ve volbě nástupce T. G. Masaryka do úřadu prezidenta republiky, nezískal však dostatečnou podporu.
Po roce 1945 byl vytlačován z funkcí ve vědecké komunitě, a dokonce perzekvován komunisty. To bylo napraveno intervencí sovětského vědce Borise Sočavy, který přiměl presidenta Zápotockého umožnit Bohumilu Němcovi v jeho osmdesáti letech členství v Československé akademii věd.
Byl aktivní až do vysokého věku. Byl jedním z organizátorů československé expozice na světové výstavě EXPO 58 v Bruselu. Hodně cestoval, mluvil a psal šesti jazyky, měl kontakty s mnoha vědci po celém světě, mj. se osobně znal s Einsteinem, Mičurinem či Pavlovem. V roce 1965 onemocněl uprostřed plné práce virovou bronchitidou a po několika měsících zemřel na zápal plic ve věku 93 let.
Jeho pravnučkou je stříbrná olympijská medailistka v jachtingu Lenka Šmídová.

## Posmrtné připomínky

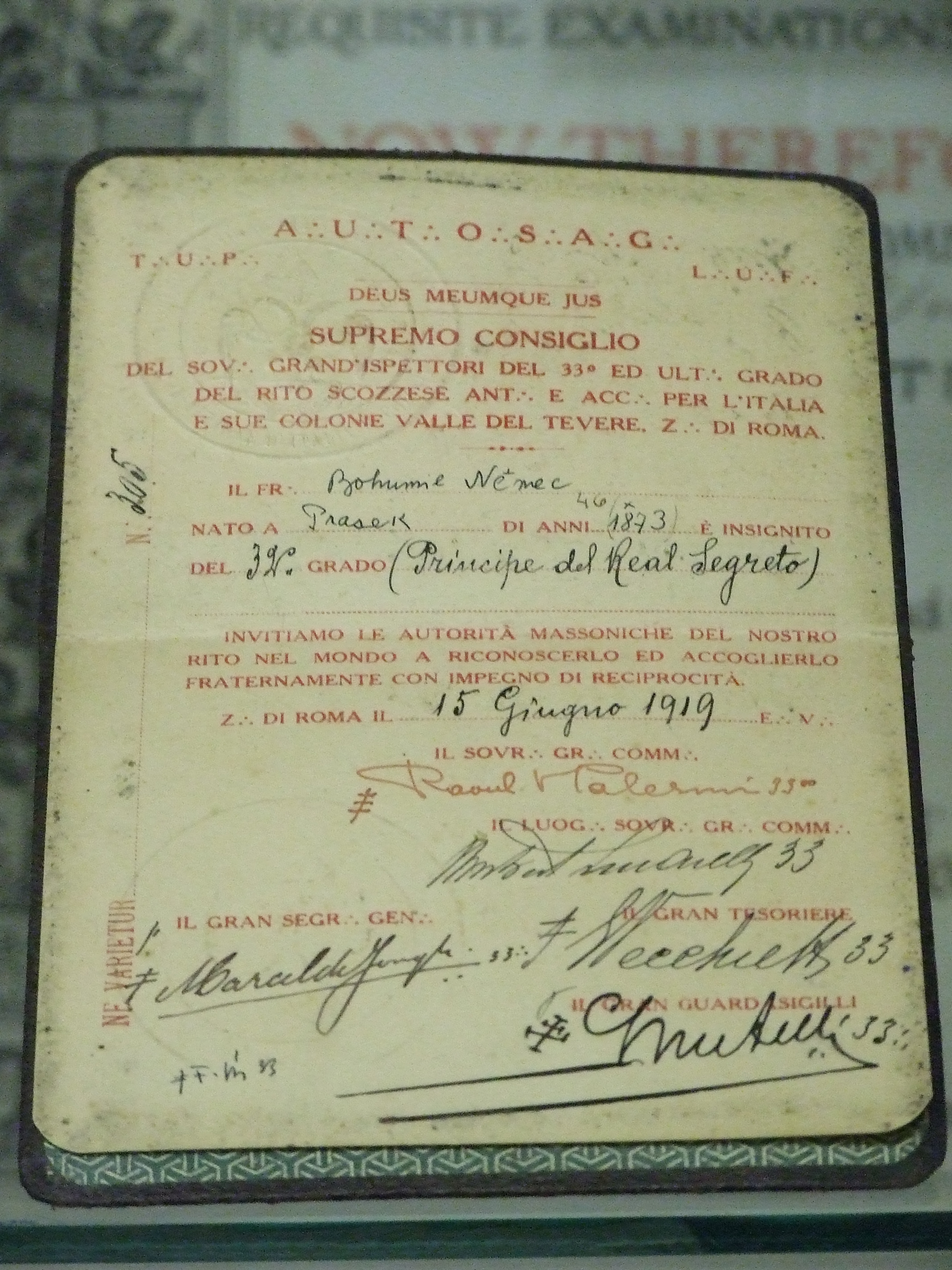
Italská legitimace zednářského mistra 33. stupně

- U příležitosti 12. konference experimentální biologie rostlin konané 14. – 17. září 2010 byla v Praze ve Viničné ulici č. 5 na průčelí budovy Přírodovědecké fakulty University Karlovy odhalena pamětní deska s bustou prof. Bohumila Němce.[6]
- V roce 2012, u příležitosti oslav 700 let obce Prasek, byla na budově obecního úřadu odhalena pamětní deska nejslavnějšímu rodákovi.

## Dílo
Centrem vědeckého zájmu Bohumila Němce byla biologie rostlinné buňky. Byl velkým představitelem té éry buněčné biologie, která bezprostředně předcházela vzniku biologie molekulární. Byl zakladatelem oboru anatomie a fyziologie rostlin. Zkoumal rostlinné buňky, podporoval výzkum růstových a regulačních látek – fytohormonů.
V letech 1901 až 1902 formuloval teorii gravitačních receptorů u rostlin v práci s názvem O dráždivosti rostlinné plasmy. Objevil v rostlinných buňkách statické orgány, které způsobují vzpřímený růst rostlin – statolitová teorie. V roce 1904 chemicky vyvolal polyploidii buněčných jader rostlin. Ve třicátých letech studoval prvky, které jsou rostliny schopny přijímat z půdy a možnost jejich izolace. Popsal například mixoploidii jader kořenových buněk a přeměnu pylového zrna v zárodečný vak rostliny. Je mu připisováno rozdělení všech organismů na dvě říše, označované dnes Prokaryota a Eukaryota.
Profesor Němec byl autorem mnoha vědeckých a vědeckopopulárních prací i učebnic, např. O původu a vývoji života (1916), Dějiny rostlinstva na zeměkouli (1916), Fysiologie rostlin (1921), Záhady života na zeměkouli a neviditelné bytosti (1926), Rostlinopis (1929), Nauka o buňce (1930), Duše rostlin (1937).